# Obizzo III de Este
Obizzo III d'Este, (14 de julio de 1294 - 20 de marzo de 1352) fue marqués de Este y señor de Ferrara, Modena y Reggio Emilia Italia desde 1317 hasta su muerte en 1352.

## Biografía
Era hijo de Aldobrandino II de Este y Alda Rangoni. Tenía una hermana Alisa de Este, que murió en Ferrara en 1329, viuda de Rinaldo Bonacolsi, último señor de Mantua de su familia, derrocado y asesinado por la familia Gonzaga el año anterior.
El Vicariato de Ferrara fue concedido 31 de mayo de 1329 por el Papa Juan XXII a los tres hermanos Este, excluyendo al primo Bertoldo. El Papa firmó el poder en Aviñón, dirigido al cardenal Beltrando, para la estipulación de la investidura por una década por una cuota anual de 10.000 florines de oro. La investidura se formalizó dos años más tarde, junto con otras cosas favorables a la familia Este, en el que se les concedía el nombramiento de los canónigos de todas las colegiatas de Ferrara, la amnistía de todos los contratos estipulados en Ferrara y el distrito en el momento de la excomunión, la anulación de todos los procesos realizados contra los estense por Luis IV de Baviera.
Luego obtuvo el gobierno de Ferrara junto a sus hermanos Reinaldo (m. 1335) y Nicolás (m. 1344), y Folco II, sobrino de Azzo VIII, pero al final de su reinado gobernó solo él. 
Contribuyó a engrandecer las posesiones familiares con la conquista de Modena en 1336 y Parma en 1344 hasta 1346.
En 1339, apoyó a Azzone Visconti contra el intento de Lodrisio Visconti de usurpar el señorío de Milán, con una tropa de soldados para agregar a la milicia ambrosiana, que salió victoriosa en la batalla de Parabiago el 21 de febrero de 1339.
Se casó por primera vez en 1317 con Jacopa Pepoli y después en 1347 con Lippa Ariosti.
En 1356, su hija Alda se había casado con Luis II Gonzaga, el tercer capitán del pueblo de Mantua.
Obizzo murió en 1352, siendo sucedido por su hijo Aldobrandino III.
| Predecesor: Aldobrandino II de Este 1308–1326 | Obizzo III de Este 1294-1352 | Sucesor: Aldobrandino III de Este 1335–1361 |